# Thrixion pilifrons
Thrixion pilifrons là một loài ruồi trong họ Tachinidae.